# قسم بجستان الريفي (مقاطعة بجستان)
قسم بجستان الريفي (بالفارسية: دهستان بجستان) هي منطقة ريفية تقع في إيران في قسم. يقدر عدد سكانها بـ 3,382 نسمة .